# Entichement
L'entichement est un sentiment qui se définit comme une passion irraisonnée, une attraction vive, voire excessive pour quelqu'un ou quelque chose, qui généralement ne dure que peu de temps. Il est à ne pas confondre avec l'amour.